# Luc Calliauw
Luc Calliauw (Brugge, 25 augustus 1928 – aldaar, 1 december 2021) was een Belgische neurochirurg en hoogleraar.

## Levensloop
Luc Calliauw was de zoon van Raphael Calliauw, directeur bij het stadsbestuur van Brugge en Elza Calliauw-Bruynooghe.
Na middelbare studies aan het Koninklijk Atheneum in Brugge, promoveerde Calliauw in 1953 tot doctor in de genees-, heel- en verloskunde aan de Rijksuniversiteit in Gent. Na de opleiding werd hij in 1960 erkend als specialist neurochirurgie. In 1968 behaalde hij een doctoraat aan de Universiteit Utrecht met een proefschrift over hemisferectomie bij de mens.
Hij vervulde zijn militaire dienstplicht als arts bij de Belgische Zeemacht en klom op daar tot de rang van reserve-luitenant-kolonel-geneesheer.
Calliauw trouwde met de Groningse Dora Hoeksema (1934-2013), destijds hoofd van de Mensendieck-afdeling in de neurologische universiteitskliniek in Utrecht. Ze kregen drie kinderen.

## Academische en chirurgische loopbaan
Calliauw combineerde zijn neurochirurgische praktijk met een academische carrière.
- Van 1952 tot 1955 was hij assistent bij Nobelprijswinnaar professor Corneel Heymans, in het Instituut voor Pharmacologie en Therapie in Gent. Hij schreef er een proefschrift Over de Pharmacologie van Protoveratrine A en B.
- Van 1955 tot 1963 was hij verbonden als klinisch assistent, later hoofdassistent en ten slotte chef de clinique bij professor dr. H. Verbiest in de neurochirurgische universitaire kliniek in Utrecht.
- Van 1963 tot 1979 was hij hoofd van de door hem opgerichte neurochirurgische afdeling in het Algemeen Ziekenhuis Sint-Jan in Brugge.
- In 1979 werd hij docent (gewoon hoogleraar in 1986)[3] in de neurochirurgie aan de Rijksuniversiteit Gent en directeur (later departementshoofd) van de neurochirurgische universiteitskliniek in Gent. Hij werd emeritus in 1994 en hield zich vervolgens vooral bezig met editoriaal werk en met postgraduate vorming in Azië en Afrika.
- In 1999 gaf hij in Warschau de European Lecture – state of art: Let us write a paper, kritische beschouwingen over de neurochirurgische wetenschappelijke literatuur en vooruitblik in het digitale tijdperk
- Van 2002 tot 2007 aanvaardde hij een gasthoogleraarschap aan de Universiti Sains Malaysia. Tijdens die periode had hij een duidelijke invloed op de nieuwe generatie en daardoor vorderingen van de neurochirurgie in Maleisië, die door sommige aldaar de 'Calliauwization' van de neurochirurgische specialiteit wordt geduid. Hij werd erelid van de Neurosurgical Association of Malaysia.

Calliauw was een gereputeerd practicus voor hersenchirurgie, voor chirurgie van het ruggenmerg en voor epilepsie. Daarnaast besteedde hij tijd aan uitgebreid onderzoek, waarbij hij zijn onderzoek voornamelijk toespitste op de biologie van de hersentumoren en de behandeling daarvan.

## Professionele organisaties
Gedurende zijn beroepsloopbaan was Calliauw op talrijke manieren actief in de wereld
van de neurochirurgie. Zo was hij onder meer:
- Secretaris en vicevoorzitter, later erevoorzitter van de European Association of Neurosurgical Societies.
- Hoofdredacteur (1994-2002) van de Acta Neurochirurgica, het Europese tijdschrift voor neurochirurgen.
- Ere-vicevoorzitter van de Academia Euroasiana Neurochirurgica.[bron?]
- Lid van de American Academy of Neurological Surgeons.
- Stichtend lid en voorzitter van de Belgische Vereniging voor Neurochirurgie.[4]
- Stichtend lid en voorzitter van de Vereniging van Vlaamse Zenuwartsen.
- Stichtend lid en vicevoorzitter van de Belgische vereniging voor de Geschiedenis der Geneeskunde.
- Secretaris van de Union Européenne des Médecins Spécialistes, section neurochirurgie, in Brussel (1994-2000).

## Publicaties
Calliauw schreef meerdere boeken, hoofdstukken in verzamelwerken en meer dan 100 wetenschappelijke artikels onder andere:
- Neurochirurgie voor de algemene practicus (in samenwerking met J. Caemaert), Garant, Leuven & Apeldoorn, 1997. Hiervan verscheen een Maleisische vertaling.
- Auditory function, vestibular function and opticinetic nystagmus after Hemispherectomy in Man.

Onder de artikels zijn te vermelden:
- Malignancy in Human Brain Tumours (in samenwerking met L. De Ridder), in: Liber Amicorum Braakman.
- Invasion of Humain Brain Tumours in vitro (in samenwerking met L. De Ridder), in: Journal of Neurosurgery, 1990, blz. 589-593.
- A simple Method for monitoring of Patency of Ventriculo-atrial Shunts: Transesophagical Echocardiography (in samenwerking met anderen), in: Journal of Neurosurgery, 1991, blz. 1018-1020.
- Invasiveness in vitro and Clinical Evaluation of Meningiomas (in samenwerking met L. De Ridder), in: Journal of Neurosurgery, 1992, blz. 1043-1048.
- Invasiveness of primary and secondary Brain Tumours in vitro correlated with Clinical Results (in samenwerking met L. De Ridder), in: Journal of Neurosurgery, 1992, blz. 1043-1048.
- Transsternal Approach to Intraspinal Tumours in the upper Thoracic Region (in samenwerking met anderen), in: Acta Neurochirurgica, 1994, blz. 227-231.

## Eerbetoon
- In 1955 werd hij laureaat van de reisbeurzenwedstrijd in België;[5]
- In 1999 werd hem door de European Association of Neurosurgical Societies de 'Medal of Honour' toegekend voor zijn bijdrage aan de ontwikkeling van de Europese neurochirurgie.